# 주디스 아이비
주디스 아이비(Judith Ivey, 1951년 9월 4일 ~ )는 미국의 연극 배우, 영화배우, 텔레비전 배우, 무대 연출가이다.
엘패소에서 태어났다.

## 영화
- 코르테즈 (2017년)
- 빅 스톤 갭 (2014년)
- 더 루프 (2011년)
- 아버지의 깃발 (2006년)
- 왓 앨리스 파운드 (2003년)
- 로즈 레드 (2002년)
- 여섯 쌍둥이는 괴로워 (1999년) - 도리스 스토퍼 역
- 미스테리 알라스카 (1999년) - 조안 번스 부인 역
- 위드아웃 리밋 (1998년)
- 워싱턴 스퀘어 (1997년)
- 왓 더 데프 맨 허드 (1997년)
- 인질 (1997년)
- 데블스 에드버킷 (1997년) - 앨리스 로맥스 부인 역
- 의뢰인 (1996년)
- 앵커우먼 제시카 (1995년)
- 그냥 파 봤어 (1992년)
- 에브리바디 윈스 (1990년)
- 데코레이션 데이 (1990년)
- 참전 용사 (1989년)
- 형제(영어판) (1988년)
- 은밀한 자매 (1987년)
- 사랑의 여의사 (1987년)
- 두번 사는 여자 (1987년)
- 콤프러마이징 포지션스 (1985년) - 낸시 밀러 역
- 해리와 아들 (1984년)
- 외로운 사내 (1984년)
- 우먼 인 레드 (1984년)